# العلاقات الساموية الطاجيكستانية
العلاقات الساموية الطاجيكستانية هي العلاقات الثنائية التي تجمع بين ساموا وطاجيكستان.

## مقارنة بين البلدين
هذه مقارنة عامة ومرجعية للدولتين:
| وجه المقارنة                                              | ساموا                        | طاجيكستان                          |
| --------------------------------------------------------- | ---------------------------- | ---------------------------------- |
| المساحة (كم2)                                             | 2.84 ألف                     | 143.10 ألف                         |
| عدد السكان (نسمة)                                         | 196.44 ألف                   | 8.92 مليون                         |
| الكثافة السكانية (ن./كم²)                                 | 69.17                        | 62.33                              |
| العاصمة                                                   | أبيا                         | دوشنبه                             |
| اللغة الرسمية                                             | لغة إنجليزية، اللغة الساموية | اللغة الطاجيكية                    |
| العملة                                                    | تالا ساموي                   | ساماني طاجيكي، الروبل الطاجيكستاني |
| الناتج المحلي الإجمالي (بليون دولار)                      | 856.63 مليون                 | 7.15 مليار                         |
| الناتج المحلي الإجمالي (تعادل القوة الشرائية) بليون دولار | 1.15 مليار                   | 24.03 مليار                        |
| الناتج المحلي الإجمالي الاسمي للفرد دولار أمريكي          | 3.94 ألف                     | 925                                |
| الناتج المحلي الإجمالي للفرد دولار أمريكي                 | 5.79 ألف                     | 2.69 ألف                           |
| مؤشر التنمية البشرية                                      | 0.702                        | 0.624                              |
| رمز المكالمات الدولي                                      | +685                         | +992                               |
| رمز الإنترنت                                              | .ws                          | .tj                                |
| المنطقة الزمنية                                           | ت ع م+13:00                  | ت ع م+05:00                        |

## منظمات دولية مشتركة
يشترك البلدان في عضوية مجموعة من المنظمات الدولية، منها:
| علم المنظمة | اسم المنظمة                        | تاريخ انضمام ساموا | تاريخ انضمام طاجيكستان |
| ----------- | ---------------------------------- | ------------------ | ---------------------- |
|             | مؤسسة التنمية الدولية              | 28 يونيو 1974      | 4 يونيو 1993           |
|             | مؤسسة التمويل الدولية              | 28 يونيو 1974      | 2 ديسمبر 1994          |
|             | منظمة حظر الأسلحة الكيميائية       | ?                  | ?                      |
|             | الأمم المتحدة                      | 15 ديسمبر 1976     | 2 مارس 1992            |
|             | الاتحاد الدولي للاتصالات           | 7 أكتوبر 1988      | 28 أبريل 1994          |
|             | منظمة الشرطة الجنائية الدولية      | ?                  | ?                      |
|             | البنك الدولي للإنشاء والتعمير      | 28 يونيو 1974      | 4 يونيو 1993           |
|             | الاتحاد البريدي العالمي            | ?                  | ?                      |
|             | وكالة ضمان الاستثمار متعدد الأطراف | 27 سبتمبر 2002     | 9 ديسمبر 2002          |
|             | بنك التنمية الآسيوي                | 1966               | 1998                   |
|             | يونسكو                             | 3 أبريل 1981       | 6 أبريل 1993           |